# Wolfsonian-FIU

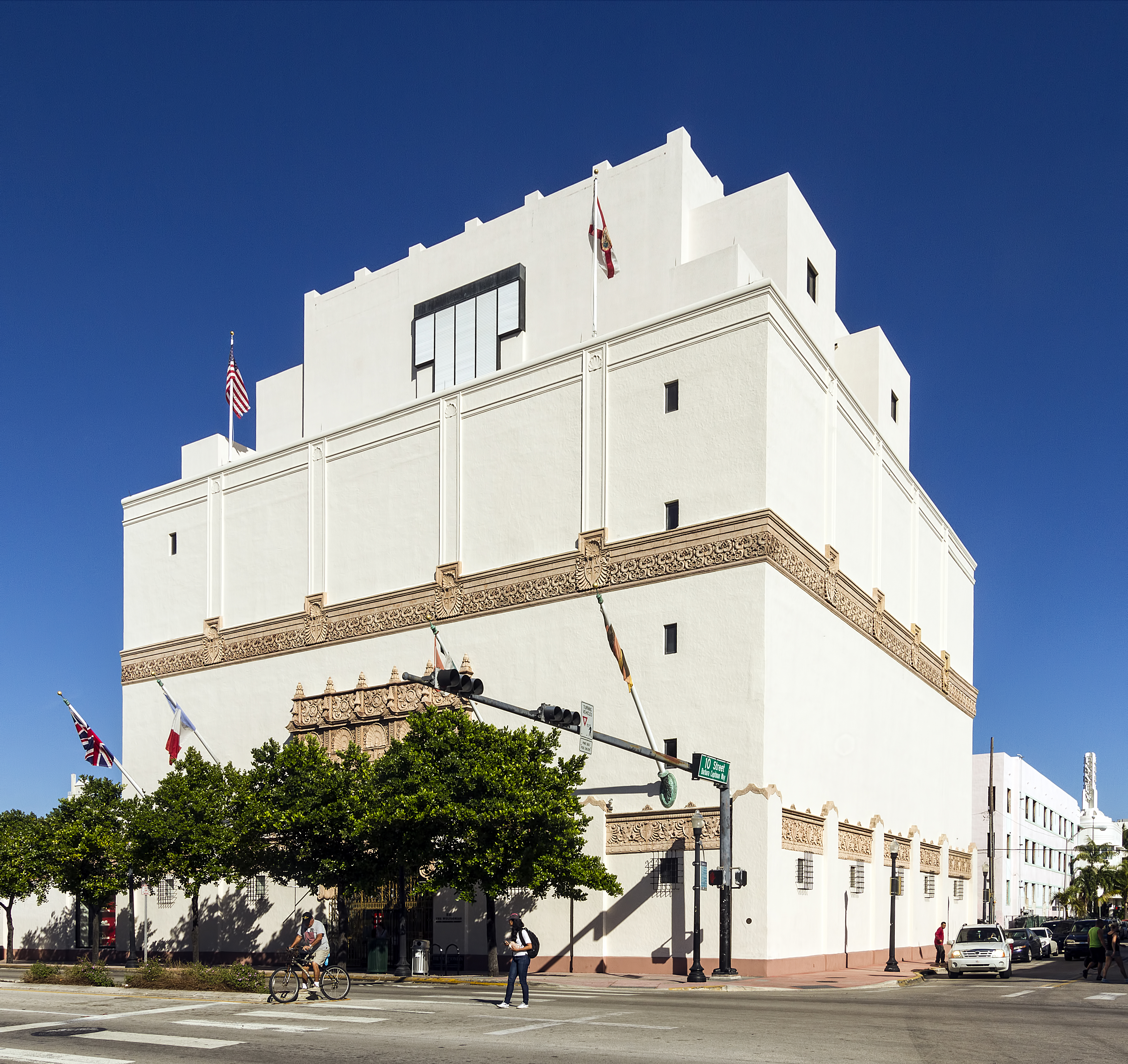
Sede del museo.

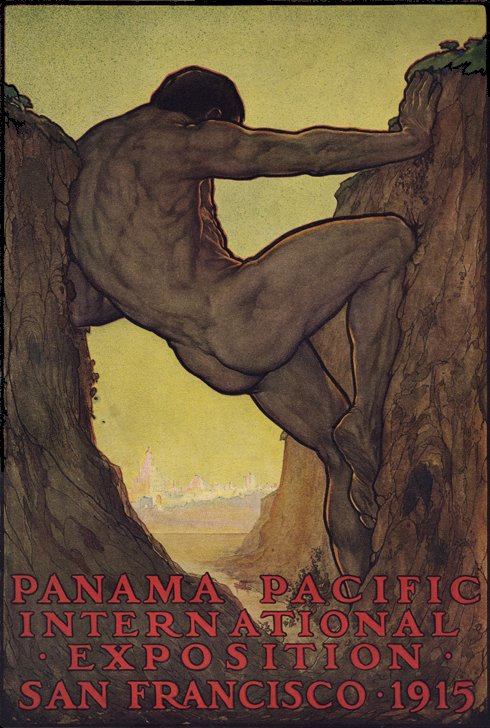
The 13th Labor of Hercules. Póster ganador de Perham Wilhelm Nahl, para la Exposición Internacional Panamá-Pacífico de 1915.

El Wolfsonian-FIU es un museo que pertenece a la Florida International University, dedicado a las artes del diseño y propaganda de fines del siglo XIX y principios del siglo XX. Localizado en un edificio art déco del distrito de Miami Beach, Florida en la Avenida Washington 1001 y afiliado al Museo Wolfsoniana de Liguria en Nervi.
El Wolfsonian fue fundado por el coleccionista y filántropo de Miami Beach, Mitchell Wolfson, Jr. en 1986 para exhibición y preservación de su vasta colección personal. En 1997 donó la colección y el edificio de tres plantas a la Florida International University.
La colección alberga mobiliario, artes decorativas, objetos, libros, pósteres y otros elementos que reflejan cambios políticos y sociales entre 1885 y 1945. De particular valor son los materiales sobre American Industrial Design -obras de Donald Deskey, Walter Dorwin Teague, Kem Weber, John Vassos- el British Arts and Crafts Movement - obras de C.R. Ashbee, Christopher Dresser, Ernest Gimson, Charles Rennie Mackintosh, William Morris, M.H. Baillie Scott y otras escuelas y tendencias como el Art Nouveau, Darmstadt, Vereinigte Werkstätten, Deutscher Werkbund.